# Комонторий
Комонторий — второй правитель кельтского государства во Фракии с 277 по 257/255 г. до н. э.

## Биография

### Походы на Балканы
В 280 г. до н. э. в составе большого объединения кельтских племён принимал участие в походе на Балканский полуостров. Участвовал в разорении Фессалии и битве при Фермопилах в 279 году до н. э. После поражения Бренна в битве при Дельфах в 278 году до н. э. Комонторий со своим отрядом присоединился к Церетрию, основавшему государство в южной Фракии.
Впоследствии был верным подчиненным Церетрия, совершавшего походы в течение 279—277 годов до н. э. в области Геллеспонта и Халкидики. После поражения кельтов в битве при Лисимахии против Антигона II Гоната в 277 году до н. э. Комонторий сумел сохранить государство кельтов.

### Царь
Комонторий стал новым царём. Именно он превратил резиденцию Церетрия в Тилисе в столицу государства. Благодаря этому именно Комонторий часто считается основателем этого города. Благодаря деятельности Комонтория возникло настоящее государство, охватывавшее земли от Византия до центральной Фракии.
Наплыв предметов, связанных с Чехией, Моравией и Карпатской котловиной, позволяет исследователям указывать на проникновение групп кельтов во фракийскую среду, их смешение с местным населением, распространением моды (особенно среди знати) на кельтские вещи, которые отныне производились в местных ремесленных центрах. Новые отряды кельтов сопровождали женщины и дети.
Эпиграфические достопримечательности ІІІ столетия до нашей эры свидетельствуют, что такие эллинистические центры как Кабиле, Аполлония, Месемврия, Истрия находились в постоянной опасности со стороны Комонтория. По договоренности последнего с городами-государствами Фракии на Черноморском побережье товары кельтских ремесленников стали экспортироваться через эти города. Их начинают отправлять в Тиру, Ольвию и Боспорское царство. В то же время Комонторий стал планировать большой поход против Ольвии, который по неизвестным причинам не состоялся.
В последующие годы совершал грабительские походы по всей Фракии и Мисии. Впрочем, подробности этих походов доподлинно неизвестны. Умер примерно между 257 и 255 годами до нашей эры. Ему наследовал Каварус.